# Fritz Englund
Fritz Carl Anton Englund (* 22. November 1871; † 14. Januar 1933) war ein schwedischer Schachspieler. Er gilt als einer der bedeutendsten Schachspieler Skandinaviens zu Beginn des 20. Jahrhunderts.
Gegen Jahresende 1932 richtete Englund in Stockholm ein Thematurnier aus, bei dem die ersten Züge (1. d2–d4 e7–e5 2. d4xe5 Sb8–c6 3. Sg1–f3 Dd8–e7 4. Dd1–d5) vorgegeben wurden. Aufgrund dieses Turniers wurde die Eröffnung 1. d2–d4 e7–e5 als Englund-Gambit und die im Turnier gespielte Variante als Stockholmer Variante benannt. Gösta Stoltz gewann das Turnier. Englunds beste historische Elo-Zahl wurde mit 2437 im September 1913 berechnet. Nach dieser Berechnung lag er im Januar 1907 auf dem 58. Platz der Weltrangliste.

## Weblink
- Nachspielbare Schachpartien von Fritz Englund auf chessgames.com (englisch)